# Segon Triumvirat
|  | Aquest article tracta sobre la magistratura romana. Si cerqueu l'òrgan de les Províncies Unides del Riu de la Plata, vegeu «Segon Triumvirat (Argentina)». |

El Segon Triumvirat consistí en una magistratura extraordinària de la República Romana, formada per Octavi, Marc Antoni i Marc Emili Lèpid l'any 40 aC. Si bé els tres homes havien rebut la magistratura per deu anys, no arribaren a acomplir-la: Marc Antoni i Octavi quedaren irreversiblement enfrontats, i Lèpid fou destituït de manera unilateral per Octavi el 35 aC.
- Octavi C August, renebot de Juli Cèsar
- M. E. Lèpid
- Marc Antoni

## Les bases del triumvirat
L'aliança de tres homes per al manteniment de l'ordre de l'Estat, tal com s'anomenava oficialment el triumvirat, es basava en el poder militar dels triumvirs, sota el poder dels quals es trobaven la major part de les legions. Aquest acord va ser legalitzat a través de la Lex Titia.
Hom va necessitar la delegació de poders dictatorials durant cinc anys per part del Senat, el 27 de novembre de l'any 43 aC, per a poder consolidar el Segon Triumvirat. Com en els temps de Sul·la, s'obriren les llistes de proscripció, les quals, després dels allistaments, van ser anul·lades. Suetoni ens diu clarament que Octavi devia oposar-se des de bon principi a les proscripcions, les quals, a més, no va executar amb tanta severitat com els seus companys. Després, però, per iniciativa d'Antoni, massacrà els adversaris polítics dels triumvirs, entre els quals hi havia Ciceró.

## La Batalla de Filipos
L'any següent Antoni i Octavi van anar a Grècia, on els assassins de Cèsar, Gai Cassi Longí i Marc Juni Brut tiranicida, havien reunit les seves forces. La seva derrota en la batalla de Filipos, a Macedònia, la tardor de l'any 42 aC, significà l'enfonsament definitiu de la república romana. La victòria es devia, bàsicament, a l'actuació d'Antoni, la qual va fer créixer la seva importància dins el Segon Triumvirat.
Després de la victòria a Filipos, els triumvirs van demarcar les seves esferes d'influència, Antoni aconseguí, a més de la Gàl·lia Comata, l'antiga província d'Àfrica. Més endavant, disposà d'una bona proporció de les riques províncies orientals. Lèpid s'adjudicà la província d'Àfrica, que li era contemporània, i que, en aquells temps, era el graner de Roma. Octavi aconseguí les dues províncies d'Hispània i l'obligació més difícil, els veterans establerts a Itàlia, és a dir, el triumvir dels quals els governaria a tots en comú.

## El Tractat de Bríndisi
A causa de la repartició de zones d'influència hi hagué expropiacions i desallotjaments per tot l'Estat, i no només de terratinents, sinó que afectaren tota la població. Per això, Octavi era odiat per tots. Arran d'això, hi hagué algunes diferències entre Octavi i el germà d'Antoni, Lluci, al qual Octavi derrotà en la Guerra de Perusa. Antoni, a causa de la derrota del seu germà, tornà a Itàlia i malgrat que ambdós triumvirs refusaren emprar les legions, no obstant això lluitaren, però acabaren renovant l'aliança. El Tractat de Bríndisi de la tardor de l'any 40 aC preveia la boda d'Antoni amb la germana d'Octavi, Octàvia, fet que segellaria el nou pacte.
Octavi s'havia casat aquell mateix any, després de la mort de la seva primera esposa Clòdia, amb una parenta del fill de Pompeu, Sext Pompeu. Ella li donà una filla, Júlia, la qual seria el seu únic fill biològic. Però abans del naixement de Júlia ell rebutjà la seva mare una altra vegada per a, l'any 38 aC, prendre com a muller a Lívia Drusil·la. Per això, l'escàndol s'anà engrandint, perquè Lívia es podia allotjar al seu palau encara que abans ella s'havia divorciat del seu anterior marit, el republicà convençut Tiberi Claudi Neró. Aquesta dona, que es convertí en la seva consellera més íntima, pogué introduir als seus dos fills Tiberi i Drus el Vell a la família d'Octavi gràcies al casament. Tot i que Octavi apostà en un principi per Drus com al seu successor, després de la seva mort a Germània designà com a hereu a Tiberi.

## La fi del pacte
Mentre que Octavi s'enfrontava contínuament a Roma a disturbis i a reclamacions de tots els sectors del país, Marc Antoni vivia una vida luxosa i despreocupada a Egipte, al costat de la reina Cleòpatra.

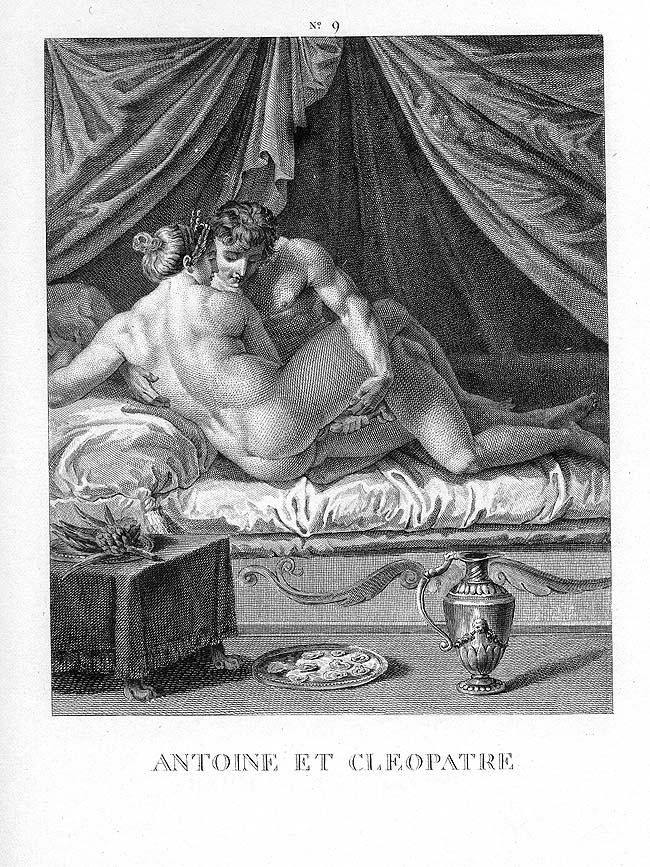
Marc Antoni i Cleòpatra

Octavi, conscient que Marc Antoni encara era poderós a Roma, va intentar per tots els mitjans mantenir bones relacions amb ell, fins i tot va arribar a perdonar al seu germà Luci Antoni, que havia intentat revoltar el país, i li va lliurar la seva germana Octàvia Menor com a esposa. Amb intel·ligència, Octavi va assolir derrotar d'un en un a tots els seus enemics polítics, i va aconseguir tranquil·litzar tant al poble com a la burgesia. A més, amb l'ajuda del seu amic Agripa, va poder derrotar Sext Pompeu, que dificultava l'arribada de cereals a Roma, cosa que va originar una opinió pública favorable cap a ell. L'any 36 aC, Octavi li va llevar les províncies africanes a Lèpid i el va apartar de la vida política. Finalment, Octavi havia assegurat la seva posició com a "senyor d'occident" i va començar a preparar el panorama polític i militar per a la seva imminent ruptura amb Marc Antoni.
Marc Antoni va facilitar les coses a Octavi, no només va començar a patir derrotes en les batalles, sinó que va repudiar Octàvia per a casar-se amb Cleòpatra. Octavi era un mestre de la propaganda i va bolcar l'opinió a Roma completament en contra de Marc Antoni quan va revelar que aquest pensava entregar províncies romanes a la reina d'Egipte i als seus fills.
El 31 aC, el Senat romà, controlat per Octavi, va declarar que Marc Antoni era inútil per al triumvirat i va declarar la guerra a Cleòpatra.
En la Batalla d'Àccium, el 31 aC, els dos bàndols es van enfrontar i Marc Antoni i Cleòpatra van ser derrotats i es van suïcidar poc temps després. D'aquesta manera, Octavi va passar a anomenar-se August i es va convertir en el primer emperador romà.